# Plethodon welleri
Plethodon welleri är en groddjursart som beskrevs av Walker 1931. Plethodon welleri ingår i släktet Plethodon och familjen lunglösa salamandrar. Inga underarter finns listade i Catalogue of Life.

## Utseende
Arten har en svart grundfärg samt mässingfärgade oregelbundna mönster på ovansidan. Nykläckta ungar saknar dessa märken men de utvecklas inom några dagar.

## Utbredning
Arten förekommer i södra Appalacherna i USA. Utbredningsområdet sträcker sig över delar av delstaterna Virginia, North Carolina och Tennessee. Plethodon welleri vistas vanligen i regioner mellan 750 och 1500 meter över havet. Ibland besöker den högre eller lägre trakter. Habitatet utgörs främst av blandskogar med lövfällande träd och barrträd. De vanligaste träden tillhör björksläktet, gransläktet, ädelgransläktet och hemlocksläktet. Individer iakttas ofta på mindre skogsgläntor med gräs. De gömmer sig ofta under stenar eller i lövskiktet.

## Ekologi
Honor lägger sina ägg i förmultnande träd som ligger på marken eller i kuddar av mossa. Detta groddjur behöver ursprungliga landskap.
Individerna är nattaktiva, främst efter regn och de äter olika ryggradslösa djur.
Liksom andra släktmedlemmar producerar Plethodon welleri ett giftigt sekret i huden. Vätskan skyddar arten i viss mån för rovlevande djur.
Fortplantningen sker under våren och hösten. Honan lägger 4 till 11 ägg per tillfälle som har en diameter av 3,5 till 6,5 mm. Nykläckta ungar är utan svans 12,5 till 15 mm långa. Äggen bevakas av honan som antagligen lever utan föda under tiden. Könsmognaden infaller för hannar när de är cirka tre år gamla och 30 mm långa (utan svans). Honor blir könsmogna när de är äldre än tre år och ungefär 35 mm långa (utan svans).
Exemplar av samma kön är i fångenskap aggressiva mot varandra och ibland även individer av olika kön. Under andra studier levde exemplar av olika kön utan problem bredvid varandra.
Plethodon welleri delar ibland reviret med andra arter av släktet Plethodon eller med andra salamandrar som Eurycea wilderae eller arter av släktet Desmognathus.

## Bevarandestatus
Intensivt skogsbruk under historien är det största hotet mot beståndet. Därför är populationerna små och skilda från varandra. Kvarvarande populationer är lagligt skyddade men de hotas av bränder samt av surt regn. Skogen påverkas dessutom negativt av skadeinsekter från släktet Choristoneura. Endast två av de större populationerna anses vara stabila. IUCN kategoriserar arten globalt som starkt hotad.